# Hernandia cubensis
Hernandia cubensis là một loài thực vật thuộc họ Hernandiaceae. Đây là loài đặc hữu của Cuba. Chúng hiện đang bị đe dọa vì mất môi trường sống.